# Aleksandr Boliýan
Aleksander Boliyan (sinh ngày 27 tháng 7 năm 1989) là một cầu thủ bóng đá Turkmenistan. Anh hiện tại thi đấu cho Balkan FK, và ở Đội tuyển bóng đá quốc gia Turkmenistan.

## Sự nghiệp câu lạc bộ
Aleksander Boliyan đá trận đầu tiên cho Şagadam Türkmenbaşy khi anh 16 tuổi. Trong mùa giải đầu tiên cho câu lạc bộ (2006) anh ghi 5 bàn, sau đó là 1 bàn năm 2007, (số bàn không rõ năm 2008) và 2 bàn năm 2009. Năm 2010 season anh trở thành cầu thủ ghi nhiều bàn nhất cho câu lạc bộ với 5 bàn. Mùa giải tiếp theo anh chuyển đến FC Ahal (6 bàn), nhưng sau đó tại kỳ chuyển nhượng mùa hè anh trở lại Şagadam. Mùa giải 2012 là mùa giải tốt nhất của anh tại Şagadam – ghi 23 bàn và trở thành vuan phá lưới giải vô địch. Từ mùa giải 2015, anh là cầu thủ của FK Dinamo Samarqand.

## Thống kê sự nghiệp

### Quốc tế
| Đội tuyển quốc gia Turkmenistan | Đội tuyển quốc gia Turkmenistan | Đội tuyển quốc gia Turkmenistan |
| Năm                             | Số trận                         | Bàn thắng                       |
| ------------------------------- | ------------------------------- | ------------------------------- |
| 2011                            | 2                               | 0                               |
| 2012                            | 3                               | 1                               |
| 2013                            | 0                               | 0                               |
| 2014                            | 2                               | 0                               |
| Tổng                            | 7                               | 1                               |

Thống kê chính xác đến trận đấu diễn ra ngày 24 tháng 5 năm 2014

### Bàn thắng quốc tế
Tính đến 5 tháng 9 năm 2017
| #  | Ngày                 | Địa điểm                                                 | Đối thủ | Tỉ số | Kết quả | Giải đấu | Ref |
| -- | -------------------- | -------------------------------------------------------- | ------- | ----- | ------- | -------- | --- |
| 1. | 28 tháng 10 năm 2012 | Sân vận động Thống Nhất, Thành phố Hồ Chí Minh, Việt Nam | Lào     | 4–0   | 4–2     | Giao hữu |     |